# 8977 Paludicola
A 8977 Paludicola (ideiglenes jelöléssel 4272 T-2) a Naprendszer kisbolygóövében található aszteroida. Cornelis Johannes van Houten, Ingrid van Houten-Groeneveld és Tom Gehrels fedezte fel 1973. szeptember 29-én.